# Bítov, Nový Jičín
Bítov là một làng thuộc huyện Nový Jičín, vùng Moravskoslezský, Cộng hòa Séc.